# Sergentomyia yini
Sergentomyia yini är en tvåvingeart som beskrevs av Charles William Leng 1991. Sergentomyia yini ingår i släktet Sergentomyia och familjen fjärilsmyggor. Inga underarter finns listade i Catalogue of Life.
Artens utbredningsområde är Kina.